# Lista de prefeitos de Macaíba
Esta é a lista de prefeitos de Macaíba, município brasileiro do estado do Rio Grande do Norte.

## Período imperial (1822 — 1889)
| Nº | Prefeito                          | Imagem | Partido | Início de mandato     | Fim de mandato         | Observações                    |
| -- | --------------------------------- | ------ | ------- | --------------------- | ---------------------- | ------------------------------ |
| 1  | Vicente Andrade Lima              |        | N/C     | 25 de outubro de 1879 | 31 de dezembro de 1881 | Presidente da Câmara Municipal |
| 2  | Feliciano Pereira de Lyra Tavares |        | N/C     | 1 de janeiro de 1882  | 31 de dezembro de 1884 | Presidente da Câmara Municipal |
| 3  | Inácio Silva                      |        | N/C     | 1 de janeiro de 1885  | 31 de dezembro de 1887 | Presidente da Câmara Municipal |
| 4  | João Lourenço de Oliveira         |        | N/C     | 1 de janeiro de 1888  | 6 de dezembro de 1889  | Presidente da Câmara Municipal |

## Período republicano (1889–presente)

### Intendentes
| Nº | Prefeito                          | Imagem | Partido | Início de mandato       | Fim de mandato          | Observações              |
| -- | --------------------------------- | ------ | ------- | ----------------------- | ----------------------- | ------------------------ |
| 1  | Caetano da Silva Costa            |        | PRF     | 6 de dezembro de 1889   | 10 de fevereiro de 1890 | Intendente               |
| 2  | Francisco de Paula Salles         |        | PRF     | 10 de fevereiro de 1890 | 21 de outubro de 1890   | Intendente               |
| 3  | Manoel Joaquim Freire             |        | PRF     | 21 de outubro de 1890   | 9 de fevereiro de 1891  | Intendente               |
| 4  | Luis de Albuquerque Maranhão      |        | PRF     | 10 de fevereiro de 1891 | 7 de agosto de 1891     | Intendente               |
| 5  | Antônio da Costa Alecrim          |        | PRF     | 8 de agosto de 1891     | 31 de dezembro de 1895  | Intendente               |
| 6  | Manuel Maurício Freire            |        | UCR     | 1 de janeiro de 1895    | 31 de dezembro de 1898  | Intendente               |
| 7  | Aureliano Clementino de Medeiros  |        | PDP     | 1 de janeiro de 1899    | 31 de dezembro de 1907  | Intendente               |
| 8  | Manuel Maurício Freire            |        | PAN     | 1 de janeiro de 1908    | 31 de dezembro de 1913  | Intendente               |
| 9  | Prudente Gabriel da Costa Alecrim |        | UCR     | 1 de janeiro de 1914    | 31 de dezembro de 1916  | Intendente               |
| 10 | João Soares da Fonseca Lima       |        | PAN     | 1 de janeiro de 1917    | 7 de novembro de 1919   | Intendente               |
| 11 | Alberto Ferreira da Silva         |        | UCR     | 8 de novembro de 1919   | 31 de dezembro de 1919  | Vice-intendente no cargo |
| 12 | Manuel Maurício Freire            |        | PAN     | 1 de janeiro de 1920    | 31 de dezembro de 1925  | Intendente               |
| 13 | Cícero Rufino Aranha              |        | PAN     | 1 de janeiro de 1926    | 24 de outubro de 1928   | Intendente               |
| 14 | Almir Freire Marinho              |        | PRD     | 25 de outubro de 1928   | 3 de outubro de 1930    | Intendente               |

### Prefeitos
| Nº | Prefeito                         | Imagem | Partido                        | Início de mandato       | Fim de mandato          | Vice-prefeito                    | Observações                     |
| -- | -------------------------------- | ------ | ------------------------------ | ----------------------- | ----------------------- | -------------------------------- | ------------------------------- |
| 1  | Antônio de Andrade Lima          |        | PRD                            | 3 de outubro de 1930    | 3 de fevereiro de 1931  | —                                | Prefeito nomeado                |
| 2  | Severino Raul Gadelha            |        | PRD                            | 4 de fevereiro de 1931  | 31 de dezembro de 1932  | —                                | Prefeito nomeado                |
| 3  | Teodorico Júlio Freire           |        | PP                             | 1 de janeiro de 1933    | 15 de julho de 1933     | —                                | Prefeito nomeado                |
| 4  | Estevam Alves Dantas de Araujo   |        | PP                             | 16 de julho de 1933     | 31 de dezembro de 1933  | —                                | Prefeito nomeado                |
| 5  | Teodorico Júlio Freire           |        | PSD                            | 1 de janeiro de 1934    | 15 de setembro de 1934  | —                                | Prefeito nomeado                |
| 6  | Alfredo Mesquita                 |        | PSD                            | 16 de setembro de 1934  | 31 de dezembro de 1940  | —                                | Prefeito nomeado                |
| 6  | Alfredo Mesquita                 | —      | PSD                            | 16 de setembro de 1934  | 31 de dezembro de 1940  | Prefeito eleito                  |                                 |
| 7  | Genésio Lopes da Silva           |        | PRP                            | 1 de janeiro de 1941    | 31 de dezembro de 1944  | —                                | Prefeito nomeado                |
| 8  | João Meira Lima                  |        | PSP                            | 1 de janeiro de 1945    | 31 de dezembro de 1947  | Márcio de Lima Leite             | Prefeito nomeado                |
| 9  | Antônio Lucas de Lima            |        | PSD                            | 1 de janeiro de 1948    | 11 de abril de 1948     | Luiz Carlos Moraes               | Prefeito nomeado                |
| 10 | Luíz Cúrcio Marinho              |        | PSD                            | 11 de abril de 1948     | 31 de março de 1953     | Magno da Fonseca Tinôco          | Prefeito e vice eleitos         |
| 11 | José Jorge Marciel               |        | PSD                            | 31 de março de 1953     | 28 de fevereiro de 1958 | Aldo da Fonseca Tinôco           | Prefeito e vice eleitos         |
| 12 | Aldo da Fonseca Tinôco           |        | PTB                            | 28 de fevereiro de 1958 | 31 de março de 1958     | Cargo vago                       | Vice-prefeito eleito no cargo   |
| 13 | Alfredo Mesquita Filho           |        | PSD                            | 31 de março de 1958     | 31 de março de 1963     | Ricardo Carvalho                 | Prefeito e vice eleitos         |
| 14 | Mônica Nóbrega Dantas            |        | PTB                            | 31 de março de 1963     | 15 de setembro de 1966  | Manoel Firmino de Medeiros       | Prefeita e vice eleitos         |
| 15 | Manoel Firmino de Medeiros       |        | ARENA                          | 15 de setembro de 1966  | 31 de janeiro de 1969   | Cargo vago                       | Vice-prefeito eleito no cargo   |
| 16 | Geraldo Pinheiro                 |        | ARENA                          | 31 de janeiro de 1969   | 26 de fevereiro de 1973 | Célio de Freitas Batalha         | Prefeito e vice eleitos         |
| 17 | Valério Alfredo Mesquita         |        | ARENA                          | 31 de março de 1973     | 20 de fevereiro de 1975 | Célio de Figueiredo Maia         | Prefeito e vice eleitos         |
| 18 | Célio de Figueiredo Maia         |        | ARENA                          | 20 de fevereiro de 1975 | 31 de janeiro de 1977   | Cargo vago                       | Vice-prefeito eleito no cargo   |
| 19 | Silvan Pessoa e Silva            |        | ARENA                          | 31 de janeiro de 1977   | 31 de janeiro de 1983   | José Carlos da Silveira Pinheiro | Prefeito e vice eleitos         |
| 20 | Odiléia Mércia da Costa Mesquita |        | PDS                            | 31 de janeiro de 1983   | 31 de janeiro de 1989   | Silvano Valentino                | Prefeita e vice eleitos         |
| 21 | Mônica Nóbrega Dantas            |        | PMDB                           | 31 de janeiro de 1989   | 31 de dezembro de 1992  | Luiz Adelar Scheuer              | Prefeita e vice eleitos         |
| 22 | Odiléia Mércia da Costa Mesquita |        | PFL                            | 1 de janeiro de 1993    | 31 de dezembro de 1996  | Jacy de Souza Mendonça           | Prefeita e vice eleitos         |
| 23 | Luiz Gonzaga Soares              |        | PMDB                           | 1 de janeiro de 1997    | 31 de dezembro de 2000  | Newton Chiaparini                | Prefeito e vice eleitos         |
| 24 | Fernando Cunha Lima Bezerra      |        | PDT                            | 1 de janeiro de 2001    | 31 de dezembro de 2008  | Oscar Augusto de Camargo         | Prefeito e vice eleitos         |
| 24 | Fernando Cunha Lima Bezerra      | PMDB   | Auri Alaécio Simplício         | 1 de janeiro de 2001    | 31 de dezembro de 2008  | Prefeito reeleito e vice eleito  |                                 |
| 25 | Marília Pereira Dias             |        | Auri Alaécio Simplício         | PMDB                    | 1 de janeiro de 2009    | 31 de dezembro de 2012           | Prefeita eleita e vice reeleito |
| 26 | Fernando Cunha Lima Bezerra      |        | PMN                            | 1 de janeiro de 2013    | 31 de dezembro de 2020  | Olímpio Maciel                   | Prefeito e vice eleitos         |
| 26 | Fernando Cunha Lima Bezerra      | PSD    | Auri Alaécio Simplício         | 1 de janeiro de 2013    | 31 de dezembro de 2020  | Prefeito reeleito e vice eleito  |                                 |
| 27 | Edivaldo Emídio da Silva Júnior  |        | PL                             | 1 de janeiro de 2021    | até a atualidade        | José França Soares Neto          | Prefeito e vice eleitos         |
| 27 | Edivaldo Emídio da Silva Júnior  | PP     | Raquel Barbosa Silva Rodrigues | 1 de janeiro de 2021    | até a atualidade        | Prefeito e vice reeleitos        |                                 |